# المشروطية الثانية
بدأت المشروطية الثانية أو الحقبة الدستورية الثانية (بالتركية العثمانية: ايکنجى مشروطيت دورى)‏ (بالتركية: İkinci Meşrûtiyyet Devri)‏ للدولة العثمانية بعد ثورة تركيا الفتاة في 1908 التي أجبرت السلطان عبد الحميد الثاني على إعادة دستور 1876 والبرلمان العثماني. وقد علق عبد الحميد الثاني البرلمان والدستور سنة 1878 بعد عامين فقط من العمل. وبما أن الحقبة الدستورية الأولى كانت قصيرة ولم تضم أحزابًا سياسية، فإن المشروطية الثانية لم يسبق له مثيل من التعددية السياسية [الإنجليزية] والانتخابات.
قوبلت سنوات عديدة من الحكم المطلق للسلطان عبد الحميد الثاني بمعارضة حركة تركيا الفتاة، وهي حركة فكرية إصلاحية ليبرالية تسعى إلى الملكية الدستورية، وقد اضطهدتها الحكومة. وجادلت الحركة بأن تدوين القانون العلماني في السلطنة العثمانية على شكل دستور يعزز الشعور بالقومية العثمانية التي لن تعد تستلزم سيطرة أوروبية على أراضي الدولة لمنع النزاع العرقي. وفي سنة 1908 أجبرت جمعية الاتحاد والترقي عبد الحميد على إعادة الدستور بعد ثورة تركيا الفتاة، فأجريت الانتخابات مرة أخرى. وحاول عبد الحميد استعادة سلطته المطلقة في واقعة 31 مارس في العام التالي ولكنه فشل، مما أدى إلى عزله من السلطنة وتنصيب أخوه محمد الخامس. أدت سلسلة من الانتخابات وغيرها من الأحداث خلال الفترة إلى الصعود التدريجي لهيمنة الاتحاد والترقي على السياسة. أما ثاني أكبر حزب شارك مع الاتحاد والترقي في صراع على السلطة لمدة عامين، هو حزب الحرية والائتلاف (المعروف أيضًا باسم الاتحاد الليبرالي أو الوفاق الليبرالي). ولكن بعد نجاحها في الانقلاب العسكري 1913 أقام حزب الاتحاد والترقي دولة ذات حزب واحد، واعتبرت الأولى في تاريخ العالم.
بعد الثورة في 5 أكتوبر 1908 أعلنت بلغاريا استقلالها [الإنجليزية]، وفي اليوم التالي ضمت النمسا-المجر البوسنة، وبدا الصراع العرقي في مقدونيا العثمانية بالانتهاء. وفي 1911 غزت إيطاليا طرابلس العثمانية، وفي 1912 اجتاح اتحاد البلقان روملي كلها، دون رد فعل كبير من القوى العظمى. وفي سنة 1913 في خضم حالة الطوارئ تلك، أطاح حزب الاتحاد والترقي بحكومة الاتحاد الليبرالي في انقلاب عسكري، فقمع أحزاب المعارضة الأخرى وأنشأ بفعالية ديكتاتورية حزب واحد. كانت الديكتاتورية بقيادة «الباشاوات الثلاثة» طلعت باشا وأنور باشا وجمال باشا. وفي 1914 دخلت السلطنة العثمانية الحرب العالمية الأولى، وقام حزب الاتحاد والترقي بالتطهير العرقي والإبادة الجماعية ضد مواطنيها من الأرمن والآشوريين واليونانيين.
وفي 1918 خسرت الدولة العثمانية الحرب، وهرب معظم قادة الاتحاد والترقي إلى الخارج. فاستلم الاتحاد الليبرالي الحكم. أثناء احتلال الحلفاء للقسطنطينية أثار قرار البرلمان بالتعامل مع الثوار الأتراك في أنقرة من خلال التوقيع على بروتوكول أماسيا والموافقة في 1920 على ميثاق ملي (الميثاق الوطني) غضب الحلفاء، الذين أجبروا السلطان محمد السادس على حل المجلس البرلمان، وبذلك انتهت مرحلة المشروطية الثانية. نتج عن الاجتماع الأخير في 18 مارس 1920 رسالة احتجاج إلى الحلفاء، وغطت قطعة قماش سوداء منبر البرلمان للتذكير بغياب أعضائه. واصل العديد من نواب وأعضاء مجلس الشيوخ في البرلمان العثماني حياتهم السياسية في الدول التي خلفت السلطنة. تمكن الكثير من الهروب من الأستانة نحو أنقرة والاستمرار في تمثيل ناخبيهم في الجمعية الوطنية الكبرى خلال حرب الاستقلال التركية، واستمروا في نهاية المطاف في حياتهم المهنية في الجمهورية.
وطوال حقبة المشروطية الثانية كانت السلطنة في حالة طوارئ. وفي الوقت الذي كان الدستور موجود قانونًا، إلا أن تطبيقه كان يتم بصعوبة، وبالنهاية انهارت سلطة الدستور بعد ثورة 1913.

## استعادة المشروطية
بعد اندلاعها في ولايات البلقان انتشرت ثورة تركيا الفتاة بسرعة في جميع أنحاء السلطنة، مما اجبر السلطان عبد الحميد الثاني بأن يعلن عن عودة دستور 1876 -وهو الذي علق البرلمان سنة 1878 منهيًا الفترة الدستورية الأولى أو المشروطية الأولى-. وبذلك تمكن البرلمان من الانعقاد في 23 يوليو 1908.
كان السبب وراء الثورة الذي كان لا يزال محليًا في تلك المرحلة، هو سياسات السلطان القمعية (الاستبداد كما ميزها المعاصرون، على الرغم من أن الكثيرين عبروا عن شوقهم لاستبداده قديم الطراز بعد سنوات قليلة من النظام الجديد)، والتي كانت قائمة على مجموعة واسعة من الجواسيس، بالإضافة إلى تدخلات القوى الأوروبية المستمر إلى حد عرض سيادة الدولة للخطر.
كان الإطار القانوني لتلك المشروطية هو القانون الأساسي لسنة 1876 في حقبة المشروطية الأولى. وبعد أن أعلن السلطان أنه لم يحل البرلمان العثماني الأول رسميًا، وجد ممن بقي حيًا من البرلمانيون السابقون الذين اجتمعوا قبل 33 عامًا أنفسهم فجأة يمثلون الشعب مرة أخرى عند استعادة الدستور.
وكما هو الحال في برلمان 1876، كان البرلمان العثماني يتألف من مجلسين: مجلس أعيان (مجلس الشيوخ) ومجلس مبعوثان (مجلس النواب). يتم انتخاب مجلس النواب من قبل الشعب بنسبة عضو واحد لكل 50,000 ذكر من السكان فوق سن 25 الذين دفعوا الضرائب. من ناحية أخرى تم ترشيح أعضاء مجلس الشيوخ من قبل السلطان مدى الحياة، ويجب أن تكون أعمارهم فوق 40 سنة، ولا يجوز أن يتجاوز عددهم ثلث أعضاء مجلس النواب.
كان من المقرر إجراء الانتخابات العامة كل أربع سنوات. ومع ذلك لم يصوت عامة الناس بشكل مباشر للنائب الذي كان يرغب في تمثيله في البرلمان. في كل منطقة من الدوائر الانتخابية الخمس عشرة، كان يحق للناخب المسجل اختيار مندوبين بنسبة مندوب واحد لكل 500 ناخب، وكان هؤلاء المندوبين (المجالس الإدارية المنتخبة) يتمتعون بالسلطة الفعلية في اختيار الممثلين في الغرفة. بالإضافة فقد تم تكليف هؤلاء المندوبين بإدارة المناطق في المجالس الإدارية المنتخبة. وهكذا تنتخب تلك المجالس التس عملها ليس مجمع انتخابي فقط، ولكن أيضًا حكومة محلية في المقاطعات والولايات.
انعقد البرلمان القديم بعد الثورة لفترة وجيزة فقط وبشكل رمزي. ومهمته الوحيدة هي الدعوة إلى انتخابات جديدة.

## الفترة الأولى 1908
تألف أعضاء مجلس المبعوثان الجديد من 142 تركيًا و60 عربيًا و25 ألبانيًا و23 يونانيًا و12 أرمنيًا (منهم 4 من الطاشناق و2 من الهنشاق) و5 يهود و4 بلغاريين و3 صرب و2 بلاخ [الإنجليزية] وأشوري واحد (من محافظة الموصل)، ونال حزب الاتحاد والترقي على 60 مقعدًا، وبذلك يكون هو أكبر الأحزاب في البرلمان المجزأ. تمكن الاتحاد والترقي وهو القوة الدافعة الرئيسية وراء الثورة، من أن تكون له اليد العليا على الفصيل الآخر من تركيا الفتاة وهو حزب الحرية العثماني ذو نظرة ليبرالية، وتحمل سلوكياته بصمة بريطانية قوية، وقريبة إلى القصر.
في 30 يناير 1909 صعد وزير الداخلية حسين حلمي باشا على المنصة للإجابة على استفسارات قدمها نواب مسلمين وغير مسلمين، وجميعهم من البلقان عدا واحد. كان الأمر يتعلق بكيفية تعامل الحكومة مع ما وصفه هؤلاء النواب بانعدام القانون والنظام، وتصاعد الاغتيالات والاعتداءات المسلحة، وانتشار قطاع الطرق. والعنف العرقي والطائفي بين مختلف المجتمعات في السلطنة الذي كلف الأرواح والموارد. وهذا هو الحدث المهم لأن النظام الذي تم إنشاؤه حديثًا عليه اجتياز الاختبار الأول فيما يتعلق بالسلوك البرلماني «السليم». كان هناك أعضاء من مختلف البعثات الدبلوماسية من بين الحضور. كفل الدستور الجديد حرية الصحافة وكان الصحفيون وغيرهم من الضيوف يراقبون الإجراءات. تحقق القسم الأول من البروتوكول (خطاب الوزير معارضة النواب). ومع ذلك بدأت الخلافات تندلع بين النواب وسرعان ماانعدمت اللياقة، وكان الصراع اللفظي بسبب المشاكل العرقية التي ابتليت بها السلطنة. وجرت تقاطعات في الخطوط القومية بين النواب غير المسلمين، وفقًا لأصولهم العرقية والدينية والعثمانية كان رد على هذه الأيديولوجيات المتنافسة.
في 16 أغسطس 1909 أصدرت الحكومة «قانون الجمعيات» الذي حظر الأحزاب السياسية ذات الأساس العرقي. وبعد شهر أقرت الحكومة «قانون منع اللصوصية والتحريض على الفتنة»، الذي أنشأ كتائب مطاردة خاصة لمطاردة المتمردين في مقدونيا، وحظر على المواطنين العاديين امتلاك أسلحة نارية وفرض عقوبات قاسية على من يفعل ذلك. للإبلاغ عن أنشطة حرب العصابات. كما وسعت الحكومة نظام التعليم من خلال إنشاء مدارس جديدة، بينما أعلنت في نفس الوقت أن اللغة التركية من الآن فصاعدًا ستكون لغة التدريس الوحيدة.

### واقعة 31 مارس 1909
سرعان ما ظهرت تهديدات للتجربة الديمقراطية في الحكومة الدستورية والبرلمانية. فبعد تسعة أشهر من الولاية البرلمانية الجديدة، ظهرت مشاعر السخط ضد الحكم الدستوري تعبيرًا لحركة أصولية سُميت باسم االانقلاب العثماني المضاد 1909. ففي 12 أبريل 1909 ثارت بعض القوات المسلحة ومعها من الأهالي في إسطنبول ضد النظام الدستوري الحالي مطالبين بعودة الحكم المطلق لعبد الحميد الثاني وتأمين القسطنطينية. قبل عبد الحميد مطالب المتظاهرين، وأوقف العمل بالدستور مرة أخرى لصالح الشريعة. ولكن أدى الانقلاب المضاد إلى واقعة 31 مارس المضادة لذلك الانقلاب (وجرت فعليا في 13 أبريل 1909)، حيث تمكن الدستوريون من استعادة السيطرة على الحكومة العثمانية من اتباع السلطان بمساعدة جيش الحركة بقيادة محمود شوكت باشا. اجتمع مجلس النواب المنتخب شعبيا في جلسة سرية بعد يومين وصوت بالإجماع لتنحية عبد الحميد الثاني. فأصبح شقيقه الأصغر محمد الخامس السلطان الجديد. وأصبح حلمي باشا الصدر الأعظم مرة أخرى، لكنه استقال في 5 ديسمبر 1909، فخلفه حقي بك. وتم تعديل الدستور لتقوية مجلس المبعوثان المنتخب شعبياً على حساب مجلس الأعيان غير المنتخب وسلطات السلطان الشخصية.

### السياسات
عاد الاتحاد والترقي إلى السلطة مرة أخرى. معتبرًا أن الانقلاب المضاد كان بوحي وتنظيم السلطان، الذي أفسد الجنود حتى يعيد النظام القديم، فقرر إنهاء حكمه. فجرت إزالة صلاحيات السلطان من الدستور وعزله عن العرش. أدى ذلك إلى إزاحة ماتبقى من التهديدات الكبرى على البرلمان والدستور. وحظرت التعديلات الدستورية الجديدة أيضا جميع الجمعيات السرية. ثم نال البرلمان إجازة لمدة ثلاثة أشهر. خلال العطلة عقد الاتحاد والترقي مؤتمرًا في سالونيكا عدل فيه قواعده الخاصة، بحيث لم يعد جمعية سرية. واعتبر ذلك تعبيرا عن الثقة في البرلمان الذي تم إصلاحه، والذي أرسى أسس الإصلاحات المالية والإدارية المهمة.
اندلعت توترات واشتباكات بين الصهاينة والمزارعين الفلسطينيين بالقرب من مدينة الناصرة. وأثار نائب فلسطيني من يافا القضية الصهيونية لأول مرة في البرلمان العثماني.
بمجرد وصوله إلى السلطة قدم الاتحاد والترقي عددًا من المبادرات الجديدة التي تهدف إلى تحديث السلطنة العثمانية. فدعا إلى برنامج إصلاح منظم في ظل حكومة مركزية قوية، فضلاً عن استبعاد كل النفوذ الأجنبي. فعزز التصنيع والإصلاحات الإدارية، فأدت الإصلاحات الإدارية للإدارة الإقليمية إلى درجة أعلى من المركزية.
على الرغم من تعاون الاتحاديين مع الليبراليين، إلا أن أهداف كل منهما تتعارض بشدة. فالليبراليون يرغبون في اللامركزية الإدارية والمساعدة الأوروبية لتنفيذ الإصلاحات، كما شجعوا التصنيع. بالإضافة فإن الاتحاد والترقي نفذ علمنة النظام القانوني وقدم إعانات لتعليم النساء، وغير الهيكل الإداري للمدارس الابتدائية التي تديرها الدولة. وسعى البرلمان إلى تحديث شبكات الاتصالات والنقل في السلطنة، محاولا بأن ينأى بنفسه عن التكتلات الأوروبية والمصرفيين غير المسلمين. فقد امتلكت ألمانيا وإيطاليا السكك الحديدية العثمانية [الإنجليزية] الرديئة (5,991 كم من السكك الحديدية أحادية المسار في كل المناطق الخاضعة للسيطرة العثمانية في 1914) ومنذ سنة 1881 أصبحت إدارة الديون الخارجية العثمانية المتعثرة في أيدي أوروبا. فقد أضحت السلطنة العثمانية عمليا تحت الاستعمار الاقتصادي.
في نوفمبر 1911 تجمعت المعارضة حول حزب الحرية والوفاق (المعروف أيضًا باسم الاتحاد الليبرالي)، والذي قويت شوكته. بعد 20 يومًا فقط من التشكيل، تم اعتبار الانتخابات التكميلية في ديسمبر 1911 (التي غطت دائرة انتخابية واحدة) وفاز فيها مرشح الاتحاد الليبرالي بمثابة تأكيد على مناخ سياسي جديد وكانت تداعياته واسعة النطاق.

## الفترة الثانية 1912
كانت فترة 1912-1913 فترة شديدة الاضطراب بالنسبة للحكومة العثمانية من حيث الشؤون الداخلية والخارجية. فظهر صراع سياسي على السلطة بين الاتحاد والترقي وبين الاتحاد الليبرالي، واحتوت تلك الفترة تبادل سريع للسلطة وانتخابات مزورة، وتمرد عسكري، وأخيراً انقلاب بسبب حروب البلقان الكارثية.

### انتخابات الهراوات وحكومة الاتحاديين
في منتصف الحرب ضد إيطاليا، دعا الاتحاد والترقي الآن إلى انتخابات وطنية مبكرة لمنع حزب الحرية والائتلاف الجديد على التنظيم والنمو بشكل أفضل. وفي الانتخابات العامة للحزبين التي أجريت في أبريل 1912، والتي أُطلق عليها اسم «انتخابات الهراوات» بسبب التزوير والعنف الانتخابي الواسع النطاق الذي قام به الاتحاد والترقي ضد مرشحي الحرية والائتلاف، أظهرت النتائج فوز الاتحاديين بأغلبية ساحقة (269 مقعدًا من أصل 275 مقعدًا في مجلس النواب). تم تشكيل مجلس وزراء من أعضاء الاتحاد والترقي برئاسة الصدر الأعظم محمد سعيد باشا.

### ثورة ضباط الإنقاذ وحكومة الاتحاد الليبرالي
بسبب خسارتها في الانتخابات، سعت قيادة الاتحاد الليبرالي إلى طرق غير قانونية لاستعادة السلطة من الاتحاديين، حيث اشتكت بصوت عالٍ من التزوير الانتخابي. وفي ذلك الوقت كانت هناك مجموعة من الضباط غير مرتاحين من الظلم الجاري داخل الجيش، قاموا بتنظيم أنفسهم في منظمة مسلحة تعرف باسم «ضباط الانقاذ» وأعلنوا وجودهم لحكومة السلطنة. وسرعان ما أصبح هذا التنظيم من أنصار الحرية والائتلاف، فتسبب باضطرابات في العاصمة إسطنبول. وبعد نيلهم دعم الأمير صباح الدين أحد أقطاب المعارضة، نشر ضباط الإنقاذ تصريحات عامة في الصحف.
أخيرًا وبعد تقديم مذكرة إلى المجلس العسكري، نجح هذا التنظيم في إقناع محمد سعيد باشا (الذي ألقى باللوم عليه في السماح بإجراء انتخابات مبكرة أدت إلى هيمنة الاتحاديين على المجلس) وحكومته المكونة من وزراء من الاتحاد والترقي على الاستقالة في يوليو. فخلفت حكومته حكومة غير حزبية لأحمد مختار باشا (ما يسمى «مجلس الوزراء الكبير». وبدعم من ضباط الإنقاذ قام أحمد مختار باشا أيضًا بحل المجلس، داعيا إلى انتخابات جديدة في 5 أغسطس. ولكن اندلاع حرب البلقان في أكتوبر أدى إلى تعطيل خطط الانتخابات التي ألغيت، فاستقال أحمد مختار باشا من منصبه. فشكل الصدر الأعظم الجديد كامل باشا مجلس وزراء من الاتحاد الليبرالي وبدأ جهدًا لتدمير ماتبقى من حكومة الاتحاد والترقي بعد ثورة ضباط الإنقاذ. وباستخدام علاقاته مع البريطانيين، جلس كامل باشا لإنهاء حرب البلقان الأولى دبلوماسيًا. ومع ذلك استمرت الاضطرابات العسكرية العثمانية الشديدة خلال الحرب في تقويض الروح المعنوية، حيث انتشرت شائعات عن ضرورة نقل العاصمة من إسطنبول إلى داخل الأناضول، بعدما وصل الجيش البلغاري حتى جتالجة، المنطقة الغربية من إسطنبول الحديثة. وفي تلك اللحظة وقعت حكومة كامل باشا هدنة مع بلغاريا في ديسمبر 1912 وجلست لوضع معاهدة لإنهاء الحرب في مؤتمر لندن للسلام.
استغلت القوى العظمى - بريطانيا وفرنسا وإيطاليا وروسيا - الخسائر الضخمة التي تكبدها الجيش العثماني في الحرب، وبدأت بالتدخل في علاقة بلغاريا مع السلطنة. وبحجة معاهدة برلين (1878) طلبت من الباب العالي أن يتنازل عن أدرنة لبلغاريا وجزر بحر إيجة لتلك القوى نفسها. فكان توجه حكومة كامل باشا إلى قبول «خط ميدي-إنيز» ليكون حدودها الغربية، وفي حين لم تمنح أدرنة صراحةً إلى بلغاريا، مفضلة نقل سيطرتها إلى لجنة دولية.

### الغارة على الباب العالي
تمت الإطاحة بحكومة الاتحاد الليبرالي بقيادة الصدر الأعظم كامل باشا في انقلاب (عرف باسم الغارة على الباب العالي)، بهندسة قادة الاتحاد والترقي أنور وطلعت بك مستخدمين حجة أن كامل باشا كان على وشك بيع الأمة من خلال الموافقة على هدنة في حرب البلقان الأولى والتخلي عن أدرنة للبلغار. في 23 يناير 1913 اقتحم أنور بك مع بعض رفاقه الباب العالي بينما كان مجلس الوزراء منعقدا، فأُجبر كامل باشا على الاستقالة من منصبه تحت تهديد السلاح، وقتل وزير الحرب ناظم باشا. فشكل الاتحاد والترقي حكومة جديدة برئاسة الصدر الأعظم محمود شوكت باشا، والذي اغتيل بدوره بعد أشهر أي يوم 11 يونيو 1913 انتقاما لمقتل ناظم باشا، على الرغم من أنه كان لطيفا تجاه المعارضة من الاتحاد الليبرالي بعد الانقلاب. بعد وفاته خلفه سعيد حليم باشا وبدأ الاتحاديون بقمع الاتحاد الليبرالي وأحزاب المعارضة الأخرى، مما أجبر العديد من قادتها (مثل الأمير صباح الدين) على الفرار إلى أوروبا.

### السياسات
بعد حروب البلقان أصبحت الدولة العثمانية كيانًا مكونًا من عنصرين رئيسيين؛ الأتراك والعرب. فارتفعت في الإطار الجديد نسبة الممثلين من المقاطعات العربية من 23٪ (1908) إلى 27٪، والتركمان 14٪ (1908) إلى 22٪، وإجمالي أعضاء الاتحاد والترقي من 39٪ (1908) إلى 67٪.
في التشكيلة الجديدة هيمنت على السياسة الرئيسية قضايا الأقليات، مثل تلك التي تؤثر على الأرمن. كان السياسيون الأرمن يدعمون الاتحاد والترقي، لكن عندما تشكل البرلمان كانت النتيجة مختلفة تمامًا عن النتيجة المتوقعة. فتحولت الدولة العثمانية بعد حروب البلقان من أمة متعددة الأعراق والديانات إلى أمة ذات قالب مسلم. وأثبت حجم الأغلبية للاتحاديين في البرلمان أنه مصدر ضعف وليس مصدر قوة حيث خرجت الأقليات. والمسلمون المرحّلون (الأتراك) من البلقان كانوا موجودين في الأجزاء الغربية من الأناضول وقد جلبوا معهم قضاياهم الخاصة. كان الأرمن يتوقعون المزيد من التمثيل من خلال البرلمان، لكن طبيعة الديمقراطية أبقتهم في موقف الأقلية. كانت هذه نتيجة غير متوقعة للأرمن بعد أن كانوا في وضع محمي منذ 1453.
وفي 1913 تركزت السياسة في إسطنبول حول إيجاد حل لمطالب الجماعات الإصلاحية من العرب والأرمن. تعاملت سياسات السلطنة في القرن التاسع عشر مع المطالب اللامركزية لدول البلقان. وفي 1913 نشأ نفس النمط في المقاطعات الشرقية. بعد الخروج الفعلي لمعظم السكان المسيحيين من الدولة بعد حروب البلقان، تم إعادة تعريف السياسة العثمانية بالتركيز بشكل أكبر على الإسلام كقوة ملزمة. يجب اعتبار اختيار هذه السياسة أيضًا على اعتبار أن القوى الخارجية (الإمبريالية) هي مسيحية. فكانت السياسة هم ضدنا.

## الفترة الثالثة 1914
مع الأخذ في الاعتبار خسارة العثمانيين للبلقان وليبيا، وعلى الرغم من نظام الحزب الواحد الذي وضعه الاتحاديون، إلا أن تمثيل الأقليات العرقية العثمانية تم بنسب مماثلة خلال فترة 1914-1918 للبرلمان العثماني، مع 11 أرمنيًا ودزينة من اليونانيين تم انتخابهم نوابًا وعملوا بهذه الصفة. [2]
جرت انتخابات جديدة في 1914 في إطار الحزب الواحد، واكتسبت الاتحاد والترقي جميع الدوائر الانتخابية. وكانت القوة الفعلية بيد محمد طلعت باشا وزير الداخلية وأنور باشا وزير الحرب وجمال باشا وزير البحرية حتى سنة 1918. فأصبح طلعت باشا الصدر الأعظم في 1917.
قاد جزء صغير من داخل الاتحاد والترقي الدولة العثمانية إلى تكوين تحالف عثماني ألماني سري، مما أدخلها في الحرب العالمية الأولى. فكان دور تحالف السلطنة مع قوى المركز هو جزء من تاريخ تلك الحرب.
مع انهيار بلغاريا واستسلام ألمانيا، تم عزل الدولة العثمانية واستسلامها.

## الفترة الرابعة 1919
جرت الانتخابات الأخيرة في ظل الاحتلال العسكري للقسطنطينية من قبل الحلفاء، ولكن تم استدعائه بموجب بروتوكول أماسيا الموقع في 22 أكتوبر 1919 بين الحكومة العثمانية والحركة الوطنية التركية، من أجل الاتفاق على حركة مقاومة تركية مشتركة ضد الحلفاء. وعندما انعقدت الجلسة الجديدة لمجلس النواب في 16 مارس 1920 صادق على ميثاق ملي (الميثاق الوطني) مع الحركة الوطنية التركية، مما أثار غضب الحلفاء. فتم القبض على العديد من النواب وترحيلهم. وأجبر الحلفاء السلطان محمد السادس بحل البرلمان في 11 أبريل.

### نهاية الاتحاد والترقي 1919

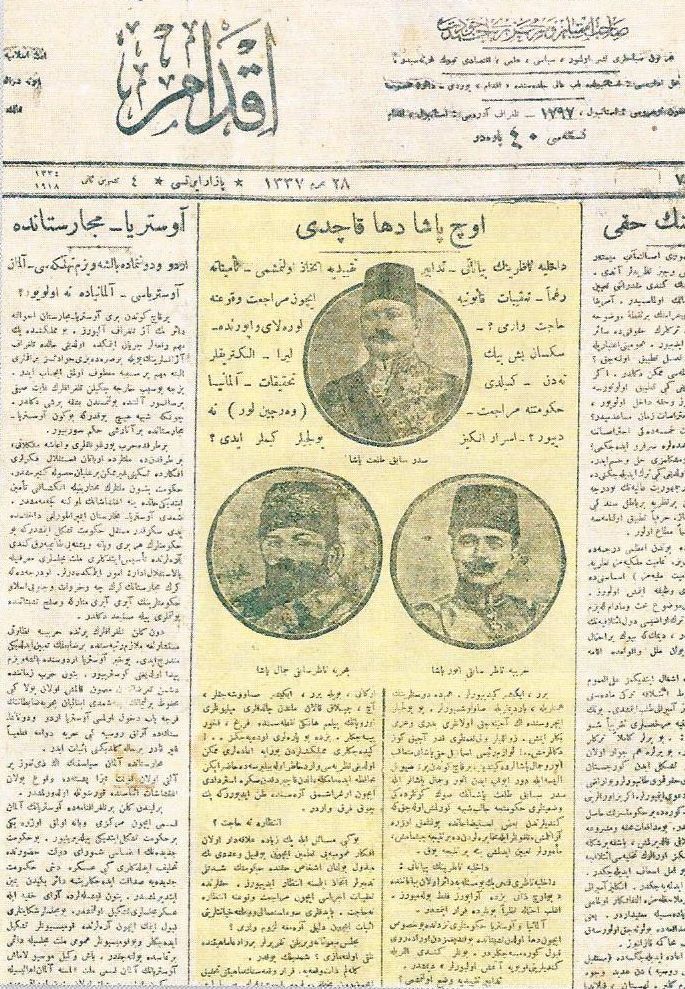
الصفحة الأولى من جريدة إقدام العثمانية في 4 نوفمبر 1918 تعلن فرار الباشوات الثلاثة من البلاد.

في 13 أكتوبر 1918 استقال طلعت باشا وبقية حكومة الاتحاد والترقي، وتم توقيع هدنة مودروس على متن سفينة حربية بريطانية في بحر إيجه في نهاية الشهر. عقدت المحاكم العسكرية التركية 1919–1920 حيث تمت محاكمة قيادة جمعية الاتحاد والترقي وبعض المسؤولين السابقين بتهم تقويض الدستور، والاستغلال في زمن الحرب، ومذابح كل من اليونانيين والأرمن. وقد توصلت المحكمة إلى حكم قضى بإعدام منظمي المجازر طلعت وأنور وجمال وآخرين. ولكن تمكن الباشاوات الثلاثة في 2 نوفمبر من الهروب من العاصمة نحو المنفى.

### قضايا الاحتلال يناير 1920
جرت الانتخابات الأخيرة للبرلمان العثماني في ديسمبر 1919. وافتتح الأعضاء الجدد وعددهم 140 الدورة الرابعة (والأخيرة) للبرلمان في 12 يناير 1920، حيث الأغلبية الساحقة هم من مرشحي «جمعية الدفاع عن حقوق الأناضول وروملي» برئاسة مصطفى كمال باشا الذي بقي في أنقرة.

### الميثاق الوطني فبراير 1920
على الرغم من قصر العمر والظروف الاستثنائية، اتخذ البرلمان الأخير عددًا من القرارات المهمة التي سميت بالميثاق الوطني. وكانت قد وقعت بروتوكول أماسيا مع الحركة الوطنية التركية في أنقرة في 22 أكتوبر 1919، حيث اتفقت المجموعتان على الاتحاد ضد الحلفاء المحتلين للبلاد والدعوة إلى تلك الانتخابات. في البروتوكول مثل الحكومة العثمانية وزير البحرية صالح خلوصي باشا، ومثل الحركة الوطنية التركية مصطفى كمال أتاتورك ورؤوف أورباي وبكر سامي بك قندح ولقب وفد النواب (هيئة التمثيل) لجنة التمثيل.

### حل البرلمان مارس-أبريل 1920
في ليلة 15 مارس بدأت القوات البريطانية في احتلال المباني الرئيسية واعتقلت خمسة من أعضاء البرلمان. قاومت الفرقة العاشرة ومدرسة الموسيقى العسكرية الاعتقال. فلقي حوالي 10 من الطلبة حتفهم بنيران جيش الهند البريطاني. ولم يعرف العدد الإجمالي للقتلى. ومع ذلك فقد اجتمع البرلمانيون العثمانيون الاجتماع الأخير يوم 18 مارس. وغطوا منبر البرلمان بقطعة قماش سوداء للتذكير بغياب أعضائه وأرسل البرلمان خطاب احتجاج إلى الحلفاء أعلن فيه عدم قبول اعتقال خمسة من أعضائه.
من الناحية العملية كان اجتماع 18 مارس نهاية النظام البرلماني العثماني والبرلمان نفسه، وهو الرمز النبيل لسعي جيل من أجل «الحرية الأبدية» (حريتي أبدي) التي ضحى الرجال بأنفسهم من أجلها. فقد كان تحرك البريطانيين ضد البرلمان جعل من السلطان السلطة الوحيدة في الدولة. فأعلن حل البرلمان في 11 أبريل. تم إرسال حوالي 100 سياسي عثماني إلى المنفى في مالطا.
وسرعان ماأخذ أكثر من مائة من الأعضاء المتبقين طريقهم نحو أنقرة وشكلوا نواة الجمعية الجديدة. وفي 5 أبريل أغلق السلطان محمد السادس وحيد الدين بضغط من الحلفاء البرلمان العثماني رسميًا، فانتهت حقبة المشروطية الثانية تمامًا.

### فهرس المصادر
- Akmeșe، Handan Nezir (2005)، The Birth of Modern Turkey: The Ottoman Military and the March to World War I، London: IB Tauris.

- Kieser، Hans-Lukas (26 يونيو 2018)، Talaat Pasha: Father of Modern Turkey, Architect of Genocide، Princeton University Press (نُشِر في 2018)، ISBN:978-0-691-15762-7

- Shaw، Stanford؛ Shaw، Ezel (1975)، History of the Ottoman Empire and Modern Turkey، Cambridge University Press، ج. II، ISBN:0 521 29166 6

## وصلات خارجية
- Short history of elections under the Ottoman Empire and the Republic of Turkey by Turkish Industrialists and Businessmen's Association نسخة محفوظة 21 فبراير 2016 على موقع واي باك مشين. باللغة التركية
- Incomplete list of Ottoman deputies in 1908-1912 term - in Turkish
- List of Ottoman deputies in April–August 1912 term - in English or in Turkish
- Incomplete list of Ottoman deputies in 1914-1918 term - in Turkish
- Incomplete list of Ottoman deputies in January–March 1920 (last) term; official closure April 1920; - in Turkish